# Thelosia resputa
Thelosia resputa är en fjärilsart som beskrevs av Max Wilhelm Karl Draudt 1929. Thelosia resputa ingår i släktet Thelosia och familjen silkesspinnare. Inga underarter finns listade i Catalogue of Life.